# Raccogliendo emozioni
Raccogliendo emozioni, pubblicato nel 2008, è un album della cantante italiana Manuela Villa.

## Il disco
Raccogliendo emozioni esce il 21 gennaio 2008 allegato alla rivista settimanale TV Sorrisi e Canzoni ed è la prima raccolta della cantante romana Manuela Villa.
Nell'album ci sono ben quattro cover, ovvero: Non pensare a me, Un amore così grande, Binario (cantata con Nilla Pizzi) e Granada (riarrangiatata e cantata in spagnolo).
Il brano Ascoltami invece, era già uscito nel 2007 come singolo allegato alla prima autobiografia di Manuela Villa: L'obbligo del silenzio.

## Tracce
1. Un amore così grande - 4:59
2. Ascoltami - 4:23
3. Chiamo amore - 3:35
4. Non pensare a me - 2:44
5. Luna siciliana - 4:21
6. Questo amore vola - 3:49
7. Messico - 3:25
8. Anna è - 3:17
9. Come quando fuori piove - 4:01
10. Binario (duetto con Nilla Pizzi) - 4:00
11. Uomini - 4:13
12. Una carezza sull'anima - 4:39
13. Granada - 4:31
14. Quanto tempo - 4:52
15. Nessun dorma - 2:35